# Axel Beyer (Radsportler)

Start zum 100-Kilometer-Steherrennen bei den Bahnweltmeisterschaften. 2.v.l.: Axel Beyer

Alexander „Axel“ Beyer (* 9. Mai 1891 in Aue; † nach 1921) war ein deutscher Bahnradsportler.
Bei den UCI-Bahn-Weltmeisterschaften 1913 im Kaiser-Wilhelm-Stadion in Berlin wurde Axel Beyer Zweiter des Steherrennens der Amateure. Die Deutsche Rad- und Kraftfahrer-Zeitung schrieb:

„Beim 100-km-Meisterschaftsfahren fiel das gute Fahren von Beyer allgemein auf, und es machte fast den Eindruck, als sollte dieser Deutsche dem gefürchteten Engländer [Leon Meredith] kräftig zusetzen und ihm den Sieg streitig machen. Es gab auch im Beginn des Rennens Augenblicke, die für die Möglichkeit des Sieges des Dresdeners sprachen, so gab es einen aufregenden Stellungskampf in der 42. Runde, der aber unter dem donnernden Jubel zu ungunsten des Engländers entschieden wurde, sein Versuch, Beyer hier zu überrunden, wurde gänzlich abgeschlagen. Leider versagte Axel Beyer später […]“

Anfang Juli 1921 siegte Beyer gemeinsam mit dem aus Dresden stammenden Fischer in Budapest beim Paarfahren über 15 Kilometer.